# Superellipse

Beispiele von Superellipsen für

Eine Superellipse, auch Lamésche Kurve oder Lamésches Oval, ist eine geometrische Figur (Kurve), die ein „Mittelding“ zwischen Ellipse und Rechteck (bzw. zwischen Kreis und Quadrat → Superkreis) darstellt. Eine Superellipse kann in einem kartesischen Koordinatensystem als Menge aller Punkte (x, y) beschrieben werden, für die gilt:
{\displaystyle \left|{\frac {x}{a}}\right|^{n}\!+\left|{\frac {y}{b}}\right|^{n}\!=1,}
mit den reellen Werten n ≥ 0 und a, b: Halbachsen.
Der Fall n = 2 führt auf eine normale Ellipse; größeres n (> 2) liefert die eigentliche Superellipse (auch Hyperellipse genannt), die sich zunehmend einem Rechteck annähert; n unterhalb von 2 führt auf Subellipsen, die Ecken in Richtung der x- und y-Achsen aufweisen und sich für n gegen 0 dem Achsenkreuz annähern.
Der Begriff „Superellipse“ geht auf den dänischen Wissenschaftler, Erfinder und Literaten Piet Hein (1905–1996) zurück. Die allgemeine kartesische Beschreibung stammt von dem französischen Physiker und Mathematiker Gabriel Lamé (1795–1870), der die Gleichung der Ellipse auf diese Weise verallgemeinerte.
Es handelt sich dabei um Einheitsbälle in einem Lp-Raum.

## Parameterdarstellung
Aus der Eigenschaft {\displaystyle \cos ^{2}t+\sin ^{2}t=1} der Sinus- und Kosinus-Funktionen ergibt sich (analog zu einer Ellipse) die folgende Parameterdarstellung:
{\displaystyle \left.{\begin{aligned}x\left(t\right)&=\pm a\cos ^{\frac {2}{n}}t\\y\left(t\right)&=\pm b\sin ^{\frac {2}{n}}t\end{aligned}}\right\}\qquad 0\leq t\leq \pi /2\ .}

## Anwendungen

### Architektur & Design

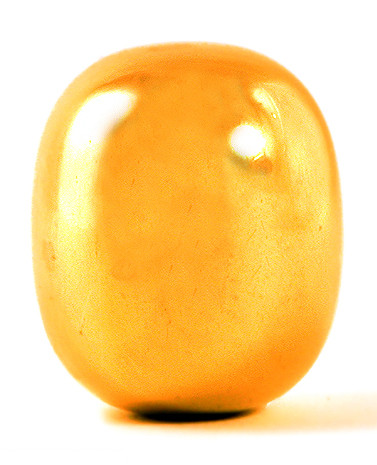
Piet Heins Superei

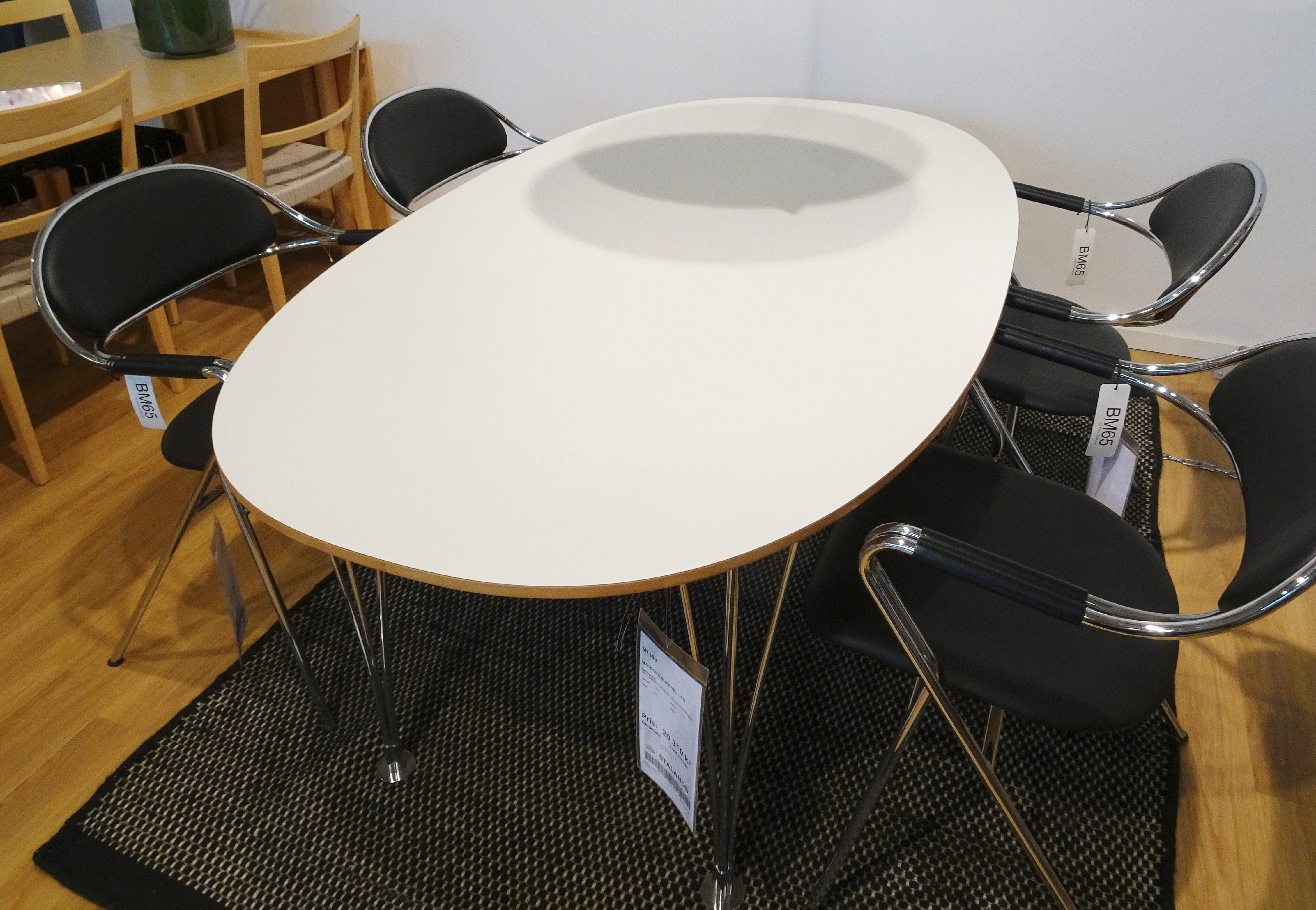
Bruno Mathssons und Piet Heins Tisch „Superellips“

Der dänische Wissenschaftler Piet Hein popularisierte die Verwendung der Superellipse in der Architektur, der Stadtplanung und im (Möbel-)Design. Er registrierte in diesem Zusammenhang die Marke Superellipse (n = 2,5).
Außerdem entwarf Piet Hein das Super-Ei (Super-Egg), ein dreidimensionales Superellipsoid. Es handelt sich um einen Rotationskörper, der auf einer Superellipse mit n = 2,5 basiert :
{\displaystyle \left|\,{\frac {\sqrt {x^{2}+y^{2}}}{5}}\,\right|^{2{,}5}+\;\left|\,{\frac {z}{6}}\,\right|^{2{,}5}=1}
Anders als ein reguläres Ellipsoid steht dieses Superellipsoid auf einer planen Oberfläche (wackelnd) stabil aufrecht.
Die (geschlossene) Innenkapsel von Überraschungseiern ist ähnlich geformt – jedoch ein Zylinder mit starker Abrundung seiner Kanten (großer Krümmungsradius), sodass eine plane Standfläche von etwa dem halben Zylinderradius bestehen bleibt.

### Schrifttypen
Donald Knuth benutzt Superellipsen in den Computer-Modern-Schriften und den Programmen Metafont und Metapost, mit denen diese Schriften erstellt wurden. Der Unterschied zwischen dem Buchstaben O und der Ziffer 0 (Null) in Computer Modern Typewriter ist vor allem durch die unterschiedliche Superness bedingt. Dieser Parameter Superness (kurz s) hat folgenden Zusammenhang mit dem oben erwähnten Parameter n:
{\displaystyle s^{n}={\frac {1}{2}}}
Damit sind auch Rechtecke möglich, die man mit s = 1 (n → ∞) erhält.

### Flugzeugkonstruktion
Bei der Konstruktion von Tragflächen für Segelflugzeuge werden in einigen Modellen superelliptische Grundrisse verwendet (siehe Schempp-Hirth Quintus).

## Spezielle Superellipsen
Wählt man n = 1, so entsteht eine Raute oder Rhombus (für den Spezialfall a = b ein Quadrat) mit der Fläche a·b/2. Bei n = 2/3 (und a = b) liegt eine Astroide vor. Für a = b liegt ein Superkreis vor.

## Verallgemeinerungen

Variation einer Superellipse mit verschiedenen Exponenten

Superellipsoide in drei Dimensionen

### Kurven mit verschiedenen Exponenten
Lässt man für x- und y-Koordinaten verschiedene Exponenten zu, erhält man Kurven mit Gleichungen
{\displaystyle \left|{\frac {x}{a}}\right|^{m}\!+\left|{\frac {y}{b}}\right|^{n}\!=1\ ,\quad m,n>0.}
Wesentlich neue Kurven ergeben sich, wenn ein Exponent >1 und der andere <1 ist (s. Bild).

### Superellipsoide (Flächen)
Eine Verallgemeinerung der Superellipse auf den Raum liefert die Superellipsoide mit den Gleichungen:
{\displaystyle \left|{\frac {x}{a}}\right|^{n}\!+\left|{\frac {y}{b}}\right|^{n}\!+\left|{\frac {z}{c}}\right|^{n}\!=1.}
Auch hier kann man die Vielfalt erhöhen, indem man für jede Koordinate einen anderen Exponenten wählt.

## Verwandte Kurven
- Die Superformel beschreibt eine Schar geschlossener, drehsymmetrischer Kurven.